# Kristina Beroš
Kristina Beroš (23 febbraio 1999) è una taekwondoka croata.

## Palmarès
- Europei

Kazan 2018: bronzo nei 62 kg.